# Národní památník II. světové války
Národní památník II. světové války patří mezi jedno z odborných pracovišť Slezského zemského muzea. Nachází se na cestě mezi Ostravou a Opavou v obci Hrabyně. Jeho původní název zněl Památník Ostravské operace. Byl vybudován na místě nejtěžších bojů tzv. ostravsko-opavské operace v závěru druhé světové války, které se účastnil i 1. československý armádní sbor. Existovalo několik návrhů, jeden z nich vytvořil inženýr některého stavebního podniku. Měl velmi blízko k vítěznému výběru, pak se nějak přišlo na to, že jeho příbuzný bojoval v řadách Wehrmachu a návrh byl ihned stažen, i když obvinění nebylo pravdivé. Později zvítězil návrh tria architektů Rudolfa Spáčila, Josefa Kupky a Bronislava Firla. Byl hodně podobný tomu předcházejícímu, pouze se měnily některé prvky, pozice hlavních dvou klínů a některé terénní dispozice. Vedoucím architektonického týmu byl rodák z Těšínska Bronislav Firla.  Jehož spoluautorství nebylo pro tehdejší komunistické vedení přípustné z důvodu jeho služby ve Wehrmachtu a polské armádě v Itálii, jeho návrh byl převzat jinými architekty. Během výstavby museli stavitelé řešit nečekaný problém se spodní vodou, která tehdejší staveniště proměnila v obří bahnité koupaliště. 
Areál tvoří správní budova a samotný památník, jehož součástí jsou dvě „věže“ nebo také klíny, uvnitř kterých se nacházejí prostory expozice. Před nimi je velká nástupní plocha, kde se konaly vojenské přísahy nováčků. Poblíž památníku je umístěna také historická vojenská technika a symbolický hřbitov se jmény 13 000 padlých sovětských a československých vojáků a také umučených a zabitých obyvatel severní Moravy a Slezska. V hlavní budově se nachází misky s půdou z významných bojišť např. písek z Tobruku nebo koncentračních táborů (Osvětim), kde umírali českoslovenští občané nebo vojáci.
V roce 2023 byl Národní památník II. světové války znovu otevřen po více než roční rekonstrukci. Došlo k výrazné proměně stále expozice v bojové scéně je nyní umístěna maketa tanku T-34 a hrabyňského domu č.p 72. Nad těmito exponáty jsou promítány v časových smyčkách historické filmy o osvobození se sirénou. Velkou změnou je proměna audiovizualního vybavení památníku, je zde nainstalováno mnoho dotykových obrazovek, kde lze spouštět animace o postupech během Ostravské operace, autentická videa natočená sovětskou armádou i samotnými němci během ústupu.  V bojovém prostoru, za maketou tanku je nově přístupný prostor, kde lze na dotykové obrazovce spouštět vyprávění pamětníků.  Velká novinka pro návštěvníky je možnost  zakoupení vstupenky na nově zpřístupněnou vyhlídku s výhledem na Beskydy, Ostravu, Polsko, okolní obce a Opavu. Tato vyhlídka je přístupná pouze v 15 hodin s průvodcem. Během této rekonstrukce bylo proivenstováno přes 40 milionů korun. 

## Historický vývoj

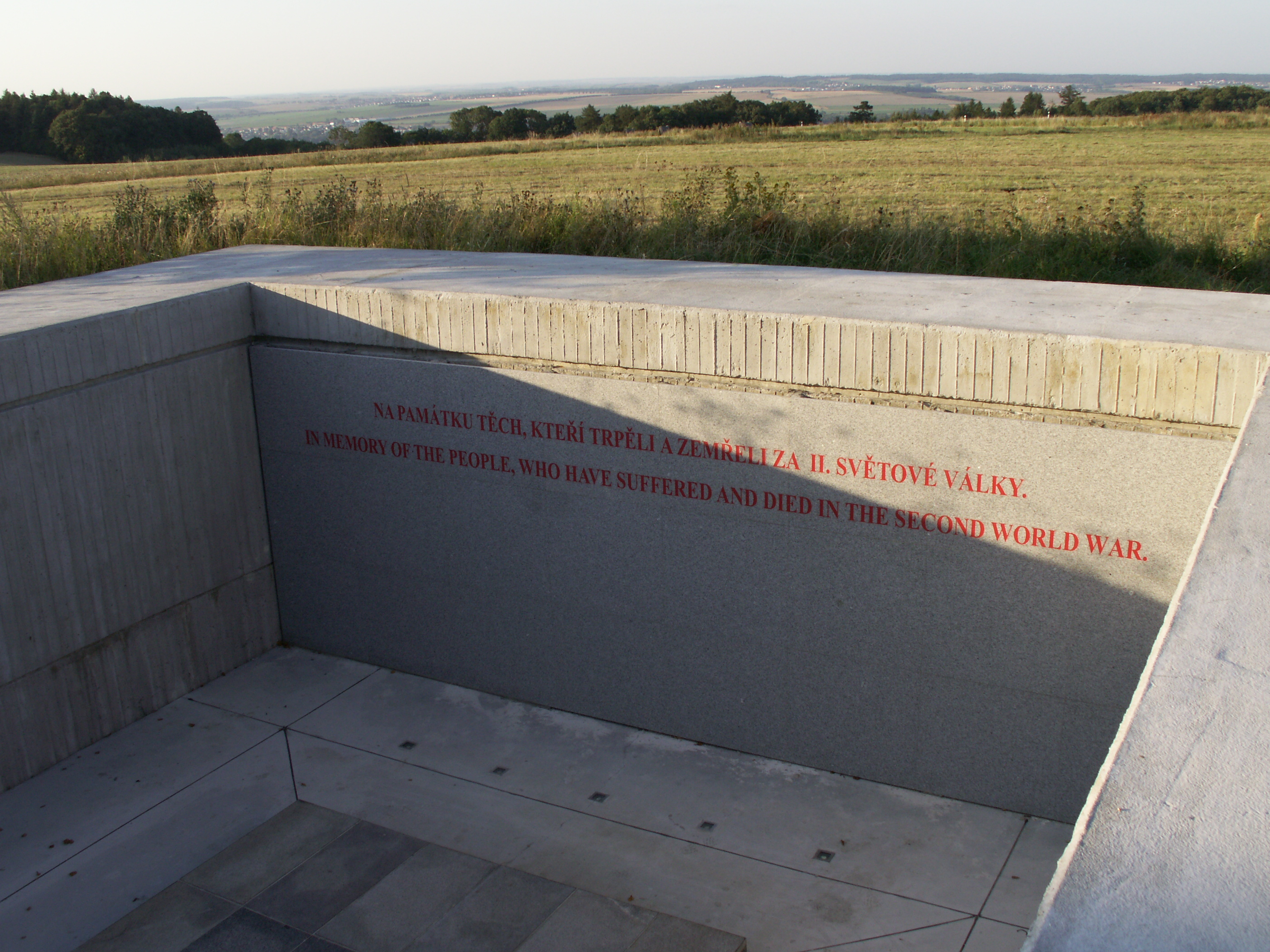
Exteriér

Památník vznikl v 70. letech; základní kámen ke stavbě památníku byl položen 29. dubna 1970 za účasti tehdejšího prezidenta Ludvíka Svobody a velitele 4. ukrajinského frontu, maršála Andreje Ivanoviče Jeremenka. Stavět se ale začalo až v roce 1976 a otevřen byl památník k 35. výročí osvobození ČSR v roce 1980, tehdy jako Památník Ostravské operace. Původně byl památník místem piety, nikoliv muzejním objektem, protože samostatná expozice, která prezentovala ostravskou operaci, byla otevřena v zámku v Kravařích. Během let se však spíše než symbolem osvobození stal památník ukázkou socialistického monumentalismu, později navíc chátral. 
Od roku 1992 se stal památník součástí Slezského zemského muzea. Rozhodnutím vlády je od roku 2000 ústředním památníkem II. světové války v České republice. V roce 2005 byl kvůli rekonstrukci uzavřen, oprava probíhala od roku 2006. Slavnostně byl Národní památník II. světové války otevřen 29. dubna 2009. Po znovuotevření se současná expozice rozšířila i o exponáty československých legií, československých letců v Anglii a Francii a další zajímavosti. 

## Expozice

### Doba zmaru a naděje
Expozice Doba zmaru a naděje připomíná v chronologickém sledu nejdůležitější vojenské a politické události druhé světové války, nezapomíná však ani na civilní život obyvatelstva. Expozice je rozčleněna do několika tematických celků – vznik a bojová činnost československých jednotek na území Sovětského svazu, boje československých vojáků a letců v Polsku, Francii, na Středním východě a ve Velké Británii, osvobozovací boje na území Československa, holocaust a koncentrační tábory a všední život obyvatelstva. Cílem expozice je nejen poskytnout návštěvníkům základní informace o období druhé světové války, ale v osobních příbězích pamětníků zprostředkovat i emocionální prožitek, umocněný autentickými předměty, které pro expozici věnovali přímí účastníci bojů.

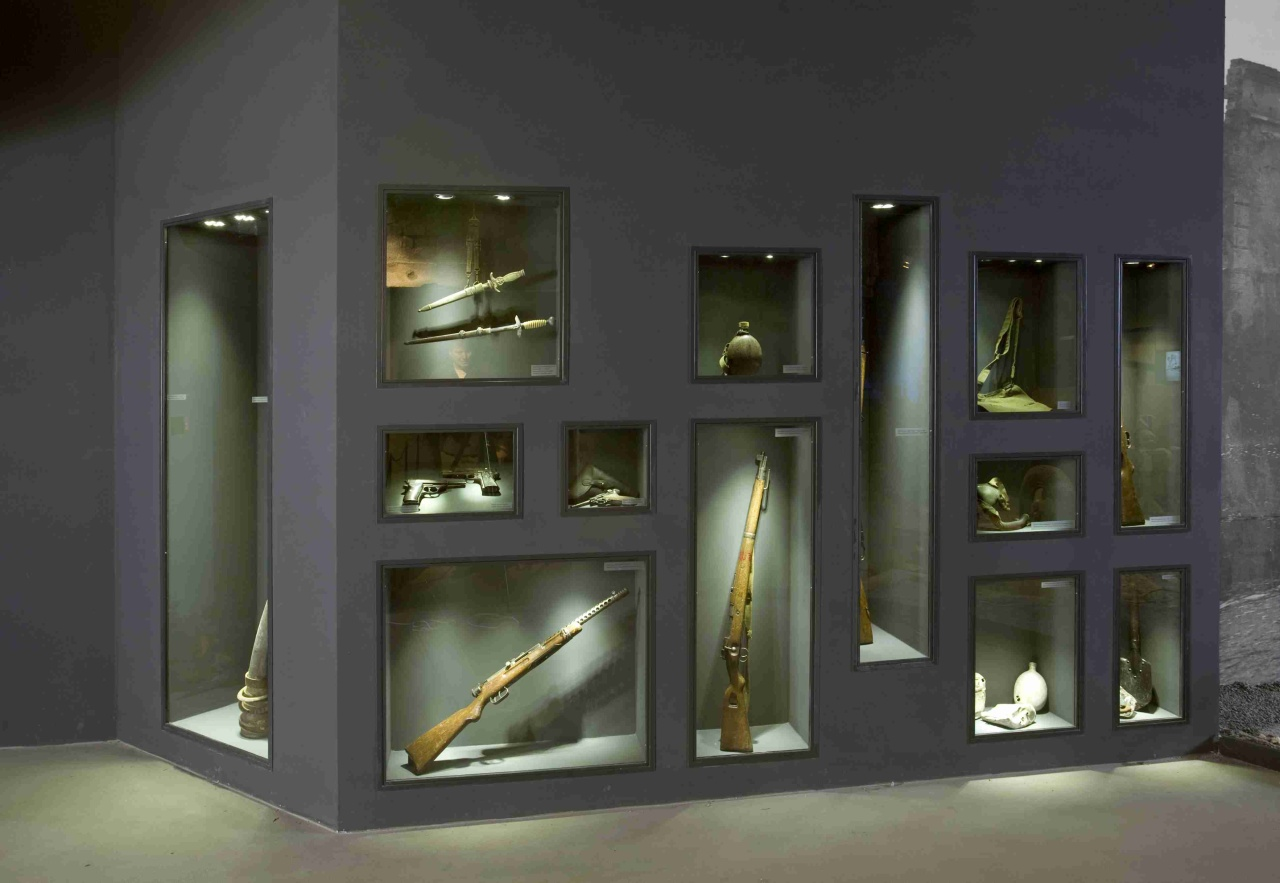
Interiér

Expozice je doplněna multimediálními prvky. V jedenácti infokioscích si zájemci mohou vyhledat dobové fotografie a dokumenty. Textový a obrazový materiál, stejně jako filmové dokumenty, poskytnou návštěvníkům tři desítky plazmových obrazovek. Jedním z takových filmových dokumentů je i snímek Evalda Schorma, který byl promítán v původní expozici. Ústřední scénou expozice je diorama s bojovou technikou a domem, zničeným válečnými boji. Dům byl postaven na základě dobových fotografií válkou zničené obce Hrabyně a jsou v něm umístěny autentické předměty, které věnovali obyvatelé obce. 
Vstupní část expozice tvoří pamětní síň, v níž je centrálním objektem skleněný sarkofág s prstí z bojišť druhé světové války, koncentračních táborů a dalších míst utrpení. Součástí budovy památníku je symbolický hřbitov se 13 000 destičkami se jmény padlých vojáků Rudé armády, příslušníků 1. čs. armádního sboru, kteří padli v rámci ostravsko-opavské operace, se jmény civilních obyvatel ze severní Moravy a Slezska, kteří padli v domácím odboji nebo byli umučeni v koncentračních táborech. Vedle památníku je umístěno několik kusů historické bojové techniky. V menší výstavní budově se nachází prostory pro sezonní výstavy, je zde konferenční sál, badatelna a restaurace.

### Města v troskách
Dne 29. srpna 1944 vzlétlo ze základny v italské Foggii 599 amerických bombardovacích letadel Consolidated B-24 Liberator a Boening B-17 G Flying Fortress. Doprovod jim tvořilo 294 stíhacích letounů typu Lockheed P-38 Lightning a P-51 Mustang. Cílem náletu bylo seřaďovací nádraží v Ostravě-Přívoze, kde byla soustředěna německá technika, určená pro východní frontu, a ropná rafinerie v Přerově.
Mohutný bombardovací svaz 15. americké letecké armády v rámci mise č. 263 odstartoval brzy ráno a jeho trasa vedla přes Jugoslávii a Maďarsko. Během letu se letadla od sebe vzdálila a svaz letěl v délce několika desítek kilometrů. V prostoru Bílých Karpat byla napadena 20. squadrona německými letouny 8. stíhací divize. Odehrála se bitva, známá jako „bitva nad Slavičínem“. Deset amerických letounů bylo sestřeleno, zahynulo 41 členů posádek, z nichž 28 bylo pohřbeno na hřbitově ve Slavičíně. Letadla, která doletěla nad Ostravu, spustila své nálože na město. Bombardována byla především Slezská Ostrava, centrum města a Vítkovice. Během bombardování bylo poškozeno téměř 1500 domů, 129 jich bylo zničeno, 409 lidí zahynulo. Část expozice, otevřená v jednom z klínů hlavního objektu, připomene tuto, pro město Ostravu tragickou událost, ale ve fotografiích připomene i další česká a moravská města, která se v průběhu roku 1944 a 1945 stala cílem amerických náletů.

### Oběti a vrazi

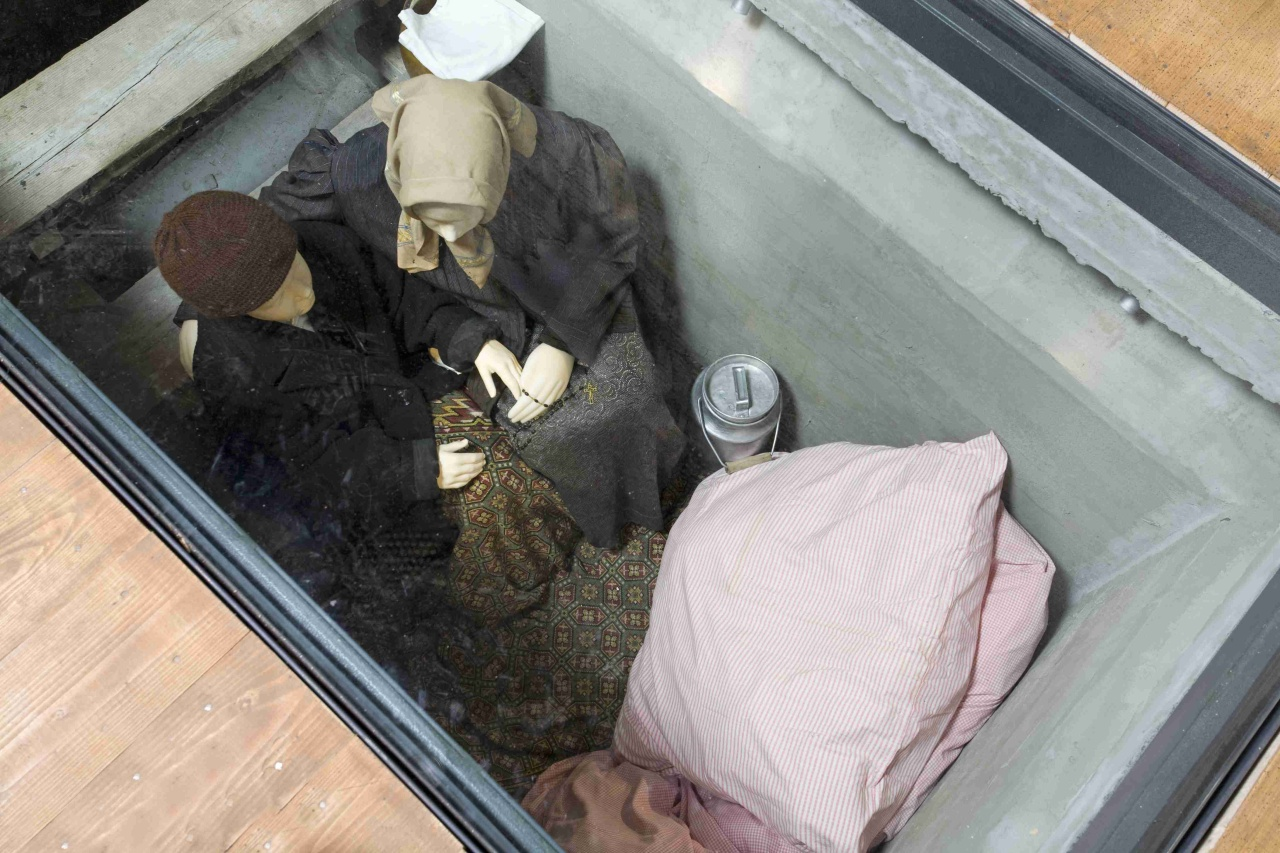
Interiér

Koncentrační tábor Mauthausen byl jedním z nejhorších nacistických koncentračních táborů. Tento tábor byl vybudován v roce 1938 vězni z Dachau 20 km východně od Lince, byl to první tábor mimo území Německa. Postupně se rozšířil, měl 49 poboček, z nichž nejznámější byly koncentrační tábory Gusen a Ebensee. K táboru patřil i žulový lom, kde vězni po 186 strmých schodech vynášeli mohutné žulové kvádry, za neustálého pohánění klacky a obušky, často pod střelbou.
Nacisté často vězně shazovali ze schodů dolů. Proto byly nazvány také „schody smrti“. Od roku 1941 zde byli masově deportováni i obyvatelé Protektorátu Čechy a Morava. Tyto deportace měly na svědomí represe po nástupu R. Heydricha do funkce zastupujícího říšského protektora. Vězni byli posíláni do Mauthausenu jako nepolepšitelní, jejichž návrat byl nežádoucí. V tomto táboře žili v nesnesitelných podmínkách, podrobeni nejhoršímu zacházení a mučení. Průměrná délka života vězně koncentračního tábora Mauthausen byla šest měsíců. Vězni byli zabíjeni těmi nejhoršími způsoby – ubitím klacky, petrolejovými injekcemi, hladem, byli naháněni do ostnatých drátů, nabitých elektrickým proudem, nebo naloženi do upraveného policejního krytého auta, kde byli během jízdy usmrceni plynovými zplodinami. Do tábora byli z protektorátu posíláni často umělci a příslušníci inteligence. V táboře zahynul např. písničkář Karel Hašler, herečka Anna Letenská nebo básník Ivan Javor. Na konci roku 1944 byly v táboře zformovány ilegální výbory vězňů. V únoru 1945 byl vydán tajný rozkaz k likvidaci všech vězňů tábora v plynových komorách. Mauthausen byl osvobozen dne 7. května americkou 11. obrněnou divizí. Táborem prošlo více než 335 000 vězňů, přes 122 000 jich zde zemřelo. Čechů a Slováků zde bylo vězněno přes 8 000, z toho 4 500 jich bylo usmrceno. Další část expozice, otevřená ve druhém ze dvou klínů hlavního objektu, má připomenout nesmírné utrpení těchto lidí.

## Vojenská technika u památníku

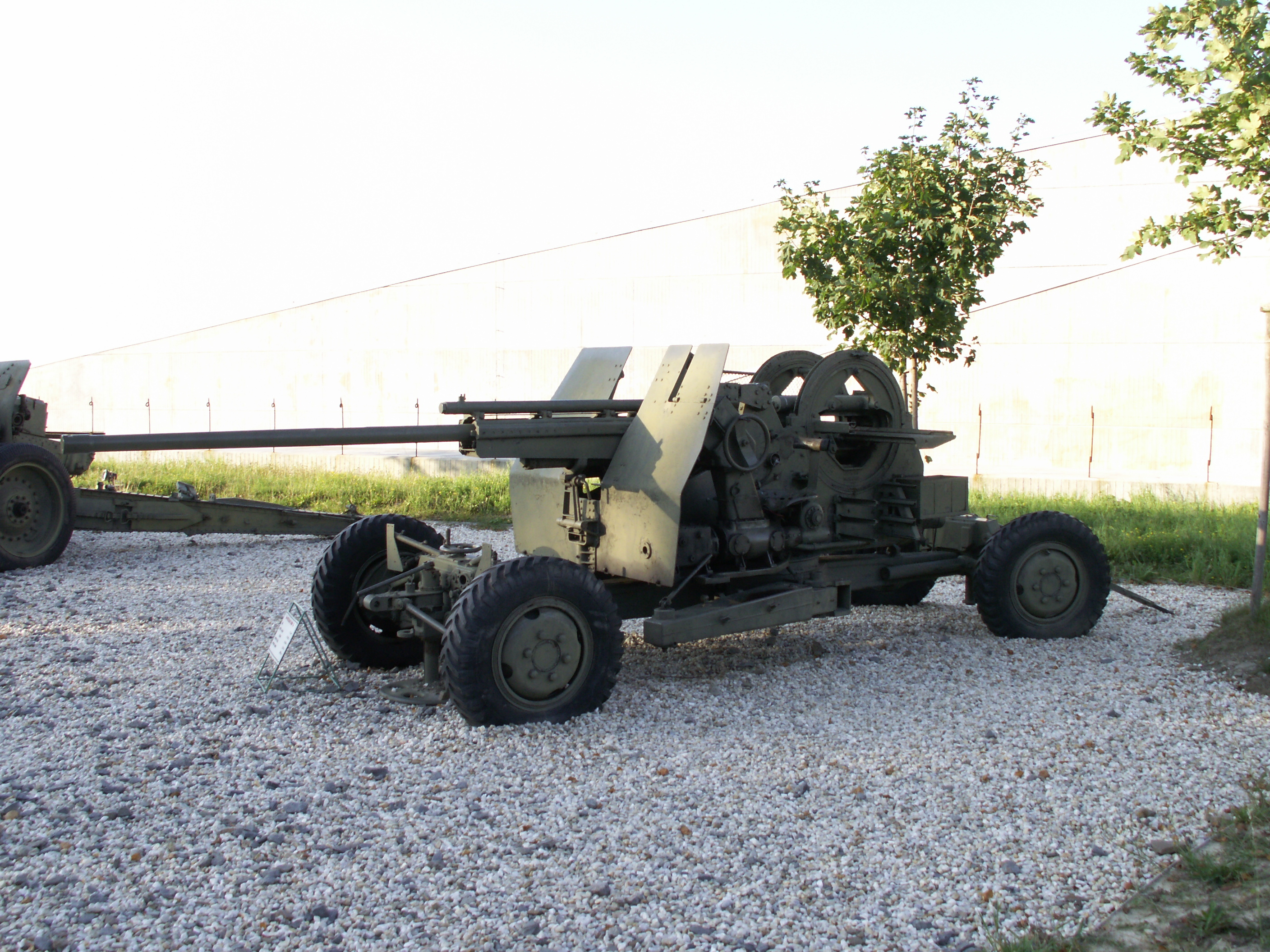
57 mm protiletadlový kanón
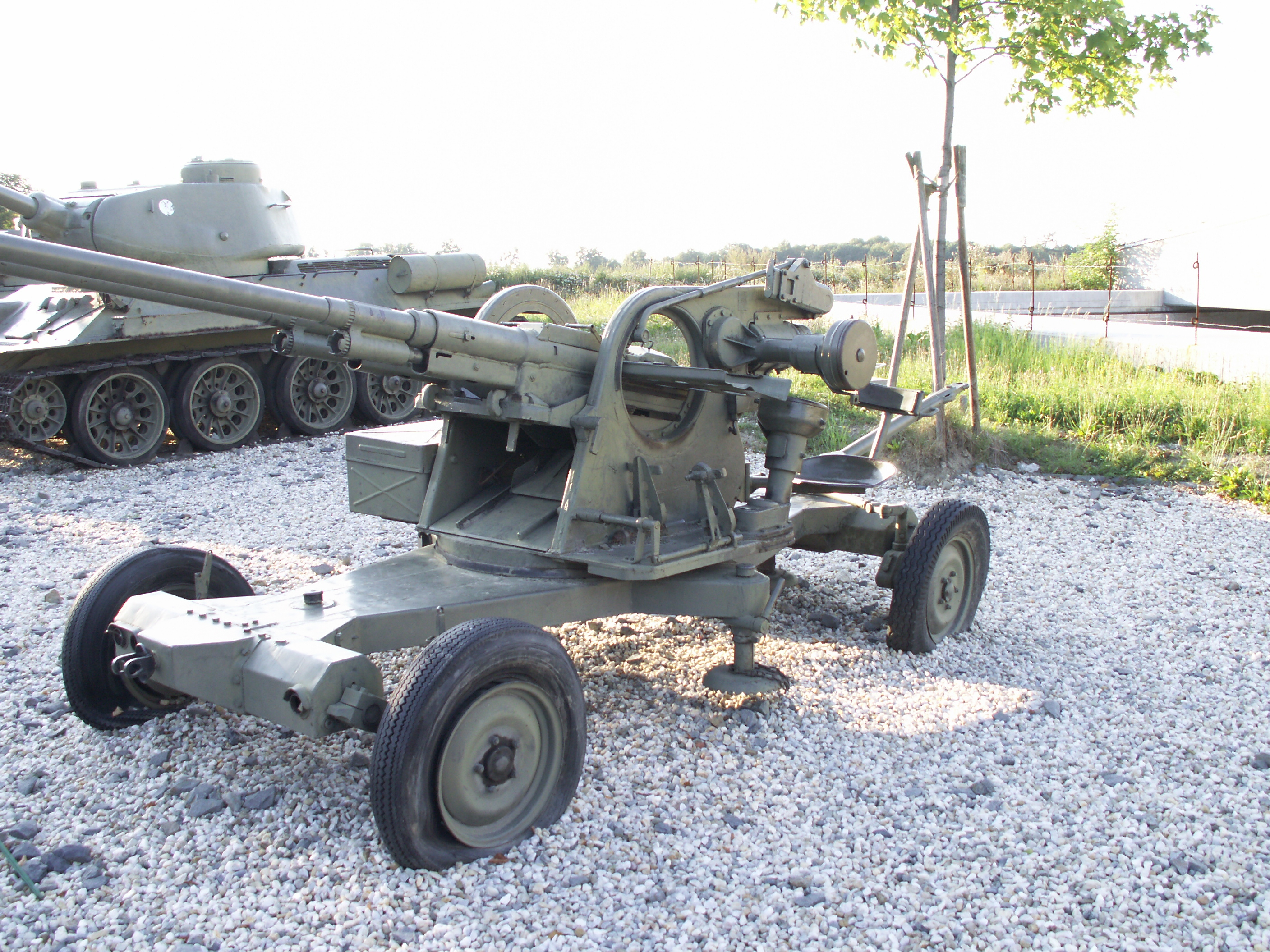
30 mm protiletadlový dvojkanón vz. 53
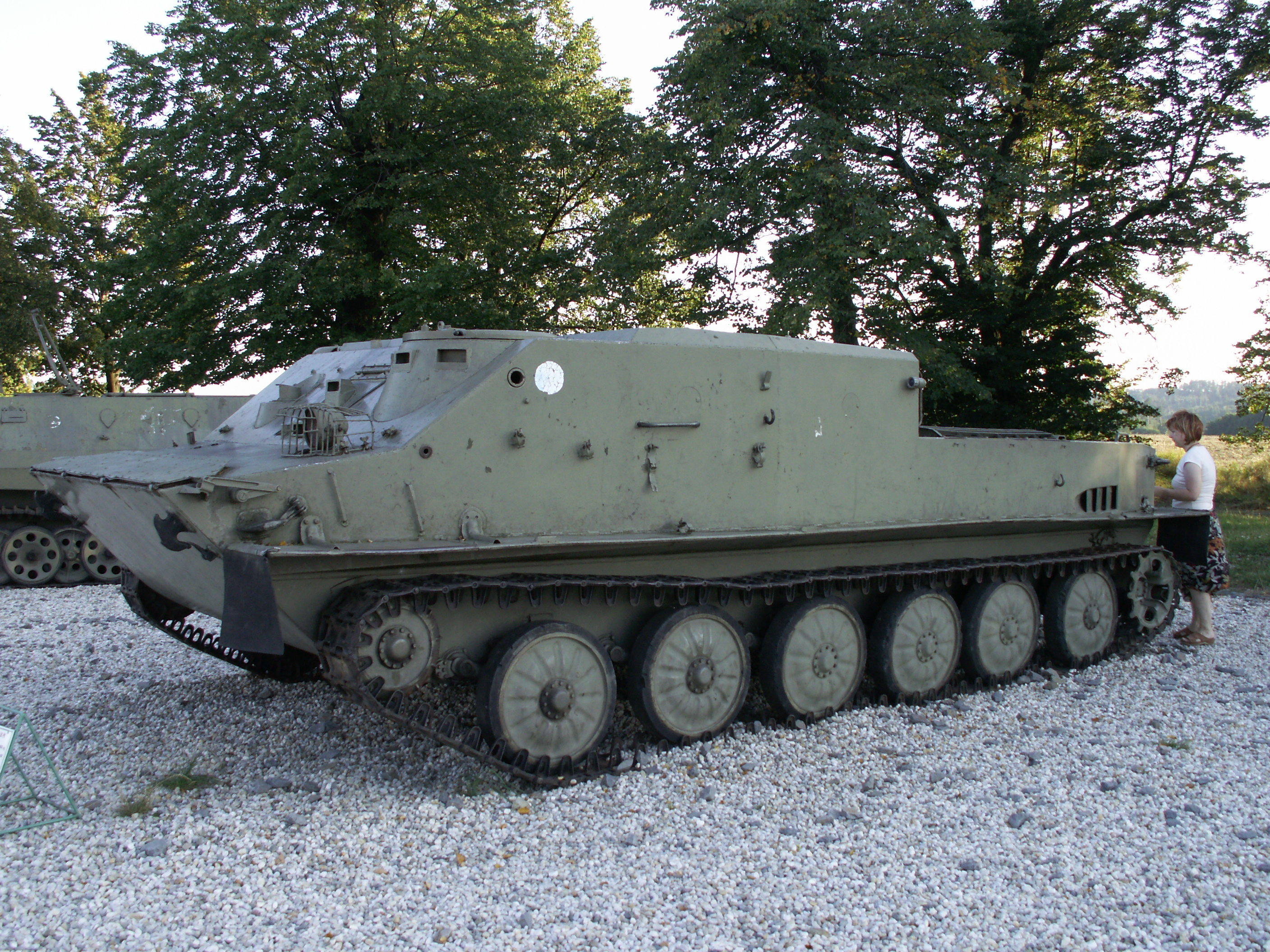
Obrněný transportér BRT 50 PK
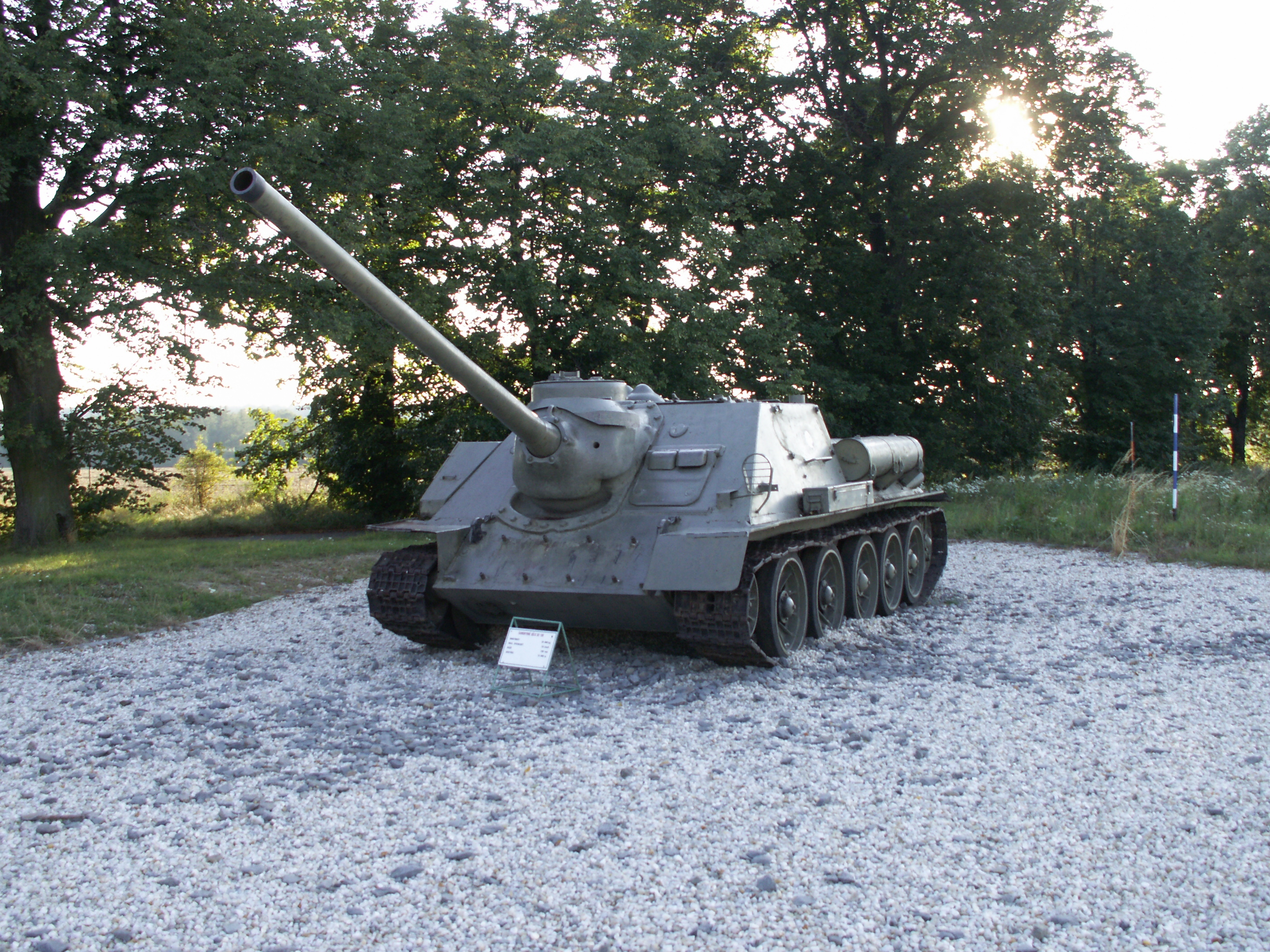
Samohybné dělo SU 100